# The Strong Man
The Strong Man é um filme norte-americano de 1926 dirigido por Frank Capra.

## Sinopse
Após o fim da 1ª Guerra Mundial, soldado belga à procura de sua namorada nos Estados Unidos se mete em confusões em uma pequena cidade, à qual acaba ajudando a se livrar de malfeitores.